# とかげ座ベータ星
とかげ座β星（とかげざベータせい、β Lacertae、β Lac）は、とかげ座の恒星である。見かけの等級は4.42と、肉眼でみることができる明るさである。年周視差を基に太陽系からの距離を計算すると、約169光年となる。

## 特徴
とかげ座β星は、米海軍天文台の光干渉計NPOI（Navy Precision Optical Interferometer）によって繰り返し視直径が測定されており、大きさは精度よく求められている。とかげ座β星の半径は、太陽の約11倍であるが、質量は太陽と同程度と見積もられ、進化して膨張した巨星とみられ、レッドクランプ星に分類されている。スペクトル型はG8 IIIに分類される、G型巨星である。
とかげ座β星は、1984年のジョージア州立大学のスペックルカメラによる観測で、離角0.2秒の二重星と報告されており、連星ではないかと疑われている。しかし、この伴星はその後の観測で分解できず、連星であることは確定していない。

## 名称
とかげ座β星は、バイエル名であるが、とかげ座はヨハネス・ヘヴェリウスが考案した星座であり、符号βは19世紀にイギリスの天文学者フランシス・ベイリーが『BAC星表』（British Association Catalogue）で付与したものとされる。そもそも、ヘヴェリウスがとかげ座を設定した際、とかげ座β星はとかげ座α星、とかげ座9番星と共にケフェウス座に含まれており、ジョン・フラムスティードが『大英星表』でとかげ座を拡張したことで、とかげ座の恒星になった。
中国では、とかげ座β星は、空を飛べたという伝説の蛇を表す螣蛇（拼音: Téng Shé）という星官を、とかげ座α星、とかげ座4番星、はくちょう座π2星、はくちょう座π1星、HD 206267、ケフェウス座13番星、ケフェウス座ε星、カシオペヤ座σ星、カシオペヤ座ρ星、カシオペヤ座τ星、カシオペヤ座AR星、とかげ座9番星、アンドロメダ座3番星、アンドロメダ座7番星、アンドロメダ座8番星、アンドロメダ座λ星、アンドロメダ座ψ星、アンドロメダ座κ星、アンドロメダ座ι星などと共に形成する。とかげ座β星自身は、螣蛇十（拼音: Téng Shé shí）つまり騰蛇の10番星と呼ばれる。